# David Webster-ház
A David Webster-ház a Dél-afrikai Köztársaság Johannesburg városának Troyeville nevű elővárosában, az Eleanor utca 13-ban található. Ebben az épületben élt, illetve előtte vesztette életét egy merényletben a névadó polgárjogi harcos.
David Webster 1989. május 1-jén vásárlásból tért haza, amikor a kormány által felbérelt Ferdi Barnard agyonlőtte a ház előtt.
Az épület ma magánkézben van, de a tulajdonosok hozzájárultak ahhoz, hogy Websterre emlékező díszítést kapjon. A munkát Ilse Pahl irányításával David Webster barátai végezték. A díszítmények között vannak a barátságot szimbolizáló kinyújtott kezek, valamint Webster lánya tenyerének körvonala. 
A kerítésen elhelyezett egyik mozaikképen a következő szöveg olvasható: Dawid Webster, 1945. december 19. – 1989. május 1. Itt gyilkolták meg az apartheid elleni harcáért. Az igazságnak, a békének és a barátságnak élt. Az épületet Johannesburg városi örökségnek minősítette.
Webster barátnője, Maggie Friedman a díszítésekrőll azt mondta: Azt a akartuk, hogy a mozaikok bemutassák David életének teljességét és mindazt, ami fontos volt neki.

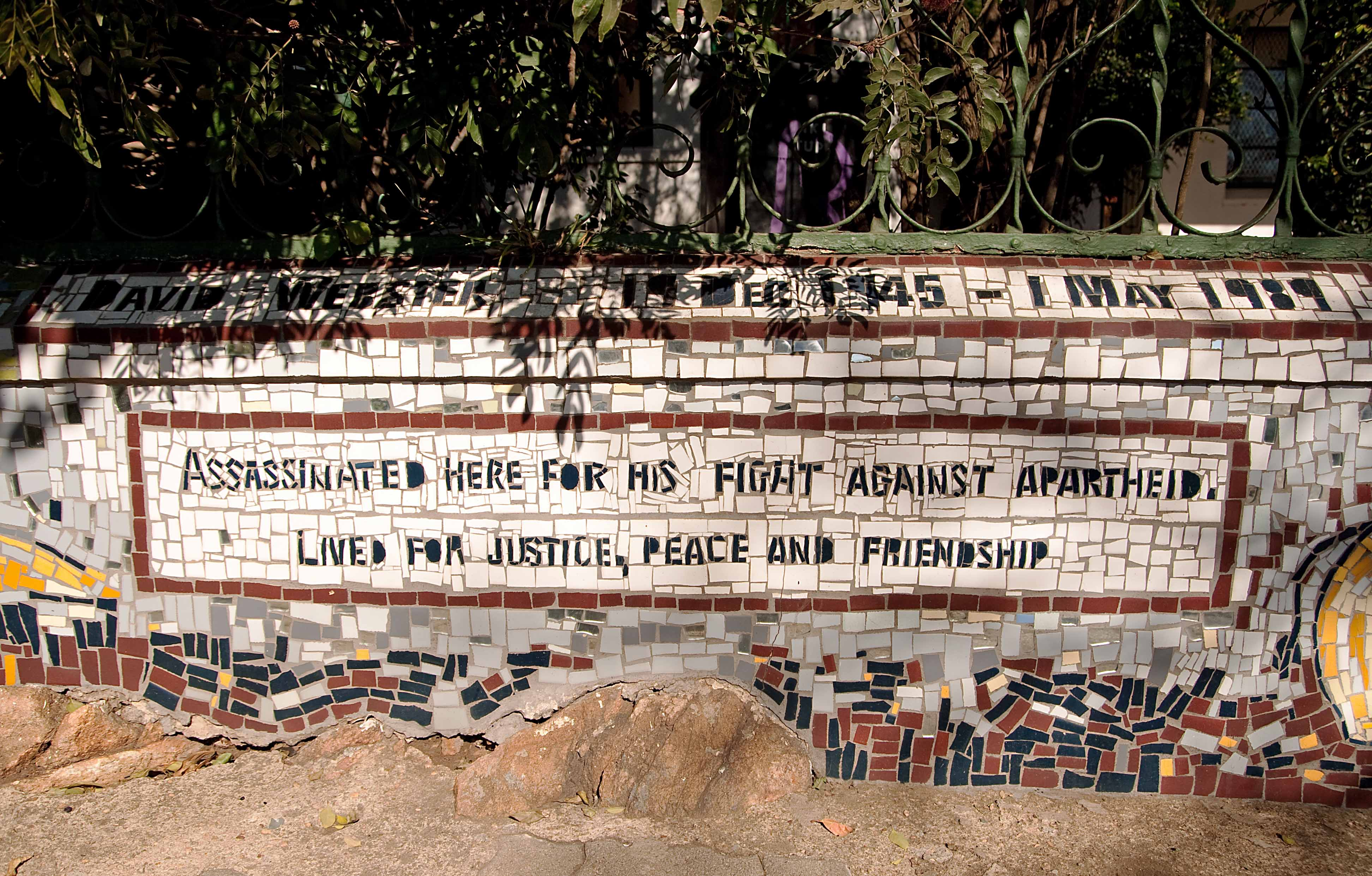
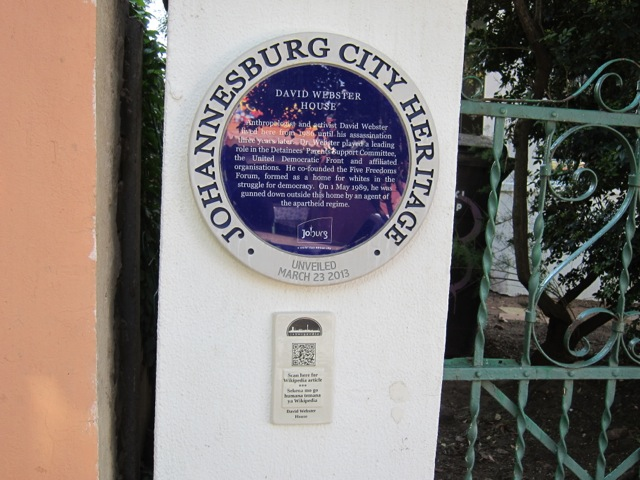
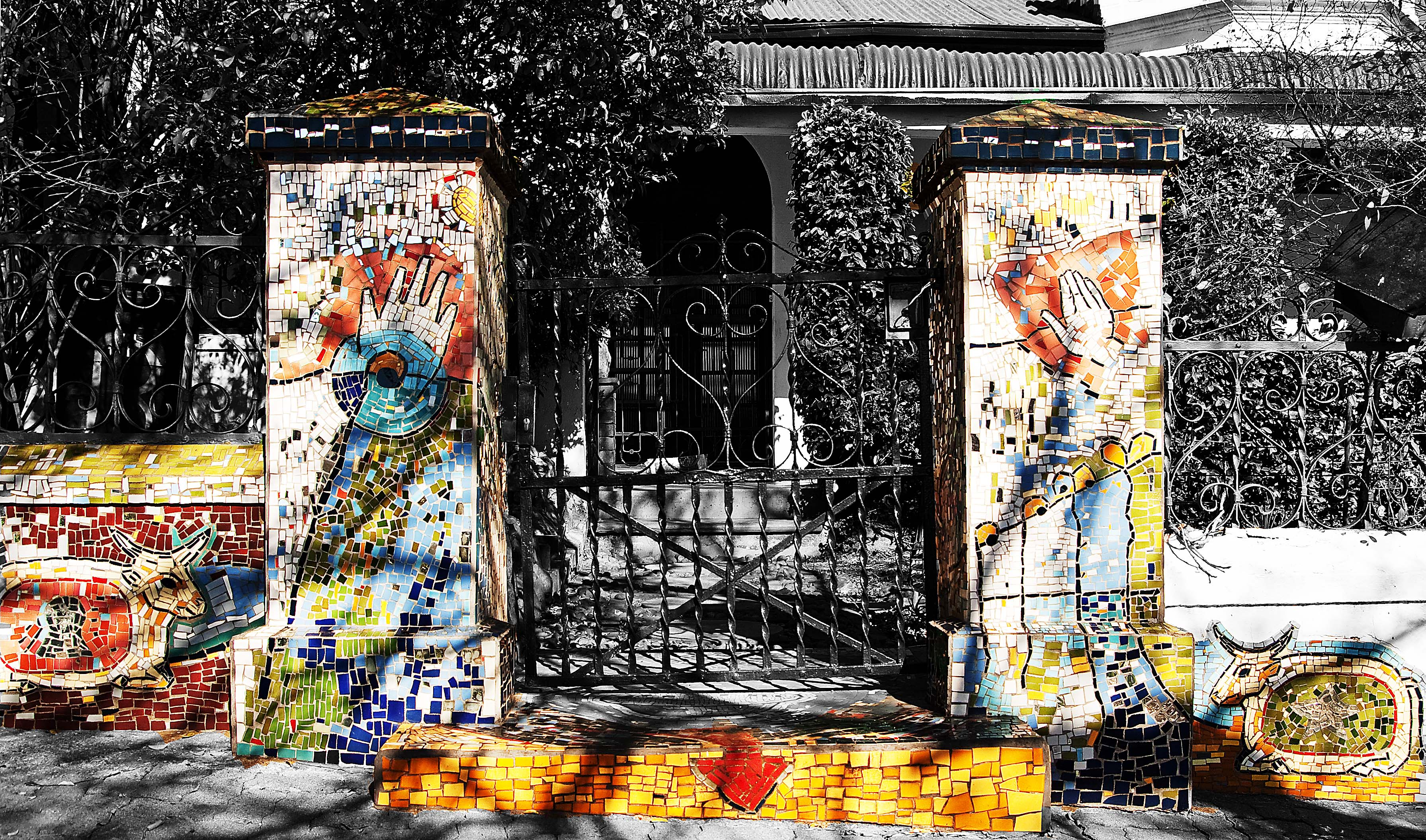

## Fordítás
- Ez a szócikk részben vagy egészben  a   David Webster House című angol Wikipédia-szócikk ezen változatának fordításán alapul.  Az eredeti cikk szerkesztőit annak laptörténete sorolja fel. Ez a jelzés csupán a megfogalmazás eredetét és a szerzői jogokat jelzi, nem szolgál a cikkben szereplő információk forrásmegjelöléseként.